# Otoyol 51
Die Autobahn Otoyol 51 (türkisch Adana – Mersin Otoyolu, kurz O-51) verbindet die Städte Adana und Mersin in der Türkei. Die Autobahn ist beidseitig dreispurig ausgebaut. Zu den Anschlussstellen Adana, Tarsus und Mersin führen Autobahnzubringer mit je zwei Spuren je Richtung.
Zwischen 1981 und 1993 wurde der Teil zwischen Tarsus gemeinsam mit der Otoyol 21 gebaut. Ab 1992 wurde die Straße im Westen bis Mersin, ab 1998 im Osten bis Adana zur Otoyol 50 errichtet, seit 2000 ist der Ausbau abgeschlossen.
In Zukunft wird die Autobahn bis nach Taşucu verlängert. Die Bauarbeiten für den ersten Teilabschnitt zwischen Çeşmeli und Kızkalesi starteten im Dezember 2023.